# Украдений місяць. Кум
«Украдений місяць. Кум» — український дитячий короткометражний анімаційний фільм 2022 року режисерки Ольги Захарової з Ганною Левченко, Миколою Бокланом і Павлом Піскуном у головних ролях. Мультфільм створений компаніями МаГіКа-Фільм і 2Flame за фінансової підтримки Міністерства культури та інформаційної політики України. Прем'єра в Україні відбулася 24 грудня 2022 року.

## Сюжет
В українському селі, що тихо і спокійно живе своїм життям, перед Різдвом все раптом оживає: лунають пісні, музика, і в повітрі витає аромат святкової випічки. Козак Кум, який живе на околиці, виглядає грізно через свою кремезну статуру, але діти в селі відчувають, що за його загадковим зовнішнім виглядом ховається щось особливе. Хоча дорослі лякаються його самотності, малеча відчуває цікавість і прагне розкрити таємницю, яку Кум ретельно приховує. І справді, давня історія, що зберігається у його серці, має особливе значення для всіх.

## Ролі озвучували
- Ганна Левченко — ворона / Карпиха
- Микола Боклан — Кум
- Павло Піскун — Писарчук
- Єгор Скороходько — Івасик
- Вероніка Лук'яненко — Марійка
- Анна Чиж — Мама
- Петро Сова — Тато
- Андрій Середа — Ангели / Старий козак

## Знімальна група
- Режисери-постановники: Ольга Захарова
- Сценаристи: Ольга Захарова
- Художники-постановники: Борис Денісевич
- Композитори: Тетяна Гладецька, Tik Tu
- Звукорежисери: Сергій Прокопенко
- Аніматори: Борис Денісевич, Василь Волонтирець, Надія Лімова, Юлія Рябцева, Наталя Ісай, Марина Корольова, Ярослав Захаров
- Продюсери: Геннадій Кофман, Євген Захаров

## Нагороди
- 2022: Фестиваль анімаційних студій у Парижі — Переможець у номінації «Найкраща історія»[4][5]
- 2022: Фестиваль короткометражних фільмів у Канаді — Переможець у номінації «Awards of Excellence»[6]